# Доктор Сьюз
Доктор Сьюз або Др. Зюсс (англ. Dr. Seuss), справжнє ім'я — Теодор Сьюз Гейзел, (англ. Theodor Seuss Geisel); 2 березня 1904, Спрингфілд, Массачусетс — 24 вересня 1991, Ла-Хойя, Каліфорнія) — псевдонім американського дитячого письменника, поета та художника. Автор всесвітньовідомих дитячих книжок «Кіт у капелюсі», «Як Ґрінч викрав Різдво», «Хортон чує хтошок!», «Лоракс» тощо.

## Біографія
Народився в родині пивоварів. Дідусі та бабусі майбутнього письменника були вихідцями з Німеччини. Батько, з прийняттям сухого закону в США, втратив родинний бізнес і влаштувався на роботу у місцевий зоопарк. Маленький Теодор Гейзел часто бував у батька на роботі, малював мешканців зоопарку та змінював їхню зовнішність до невпізнавання. Мати заохочувала хлопчика у його заняттях, однак шкільний вчитель з малювання не поділяв думку матері, і на одному з уроків заявив Теодору що той «ніколи не навчиться нормально малювати».
Закінчивши школу, Теодор починає навчатися в Дартмутському коледжі. Здобувши ступінь бакалавра він вирушає на навчання до Оксфордського університету. Згодом у своїх щоденниках письменник напише що перебування в університеті було «безглуздим проведенням часу, яке відвертало учнів від культури». Кинувши навчання в Оксфорді, Теодор Гейзел вирушає подорожувати Европою, а повернувшись в Америку влаштувався на роботу політичним карикатуристом і рекламним художником. 
Свою першу книгу Сьюз написав у 1937 році під назвою «На Тутовій вулиці», проте усі 28 редакцій, до яких звернувся письменник, відмовили йому у публікації. Єдиним видавництвом, яке погодилось опублікувати твір стало Random House. Книга мала великий успіх серед читачів, її неодноразово перевидавали та екранізували. 
Після Другої світової війни Сьюз, разом зі своєю дружиною переїздить у Каліфорнію. Він пише такі книжки як «Хортон» (1955), «Якщо я побіжу до цирку» (1956), «Кіт у капелюсі» (1957), «Як Ґрінч вкрав Різдво» (1957), «Зелені яйця та окіст» (1960).
1971 року виходить книга «Лоракс», де підіймається питання про відповідальність бізнесу за знищення природи та висміюється система споживачів. 
Теодор Гейзел помер 24 вересня 1991 року у себе вдома від раку ротової порожнини. Тіло було піддано кремації, а попіл розвіяний 1 грудня 1995 року, через чотири роки після смерті.
Твори Доктора Сьюза досі вважаються класикою дитячої літератури в США та в усьому світі, а книгу «Місця, куди ти підеш» досі дарують майже кожній американській дитині на випускний вечір.

## Переклади українською
- Д-р Сеусс. Великодушний Лось Тідвік. Пер. з англ.: Світлана Кузьменко // Живуть на світі добрі звірі…. Торонто: Організація Українок Канади. 40 стор. ISBN 1-895601-18-5 (pdf)
- Доктор Сьюз. Про Грінча, який украв Різдво. Переклад з англійської: Маріанна Кіяновська. Київ: #книголав. 2018. 64 стор. ISBN 978-617-7563-59-3
- Доктор Сьюз. Як Різдво поцупив Ґрінч! Переклад з англ.: Броніслав Ожина. Київ: фундація «РеБуС». 2023. 58 стор.